# The Surfaris

Wipe Out auf Princess 50-B mit Angabe der Quelle DFS Records

The Surfaris (nicht zu verwechseln mit der Band The Original Surfaris) ist eine US-amerikanische Surf-Rock-Band aus Glendora in Kalifornien, die im Jahr 1962 von Bob Berryhill (E-Gitarre), Pat Connolly (E-Bass), Jim Fuller (E-Gitarre) und Ron Wilson (Schlagzeug) gegründet wurde. Mit ihrem Hit Wipe Out erreichten sie 1963 Platz zwei der Billboard-Charts in den USA, Platz fünf in Großbritannien und Platz 45 in Deutschland. Nach dem Ende der Surfaris im Jahr 1967 gab es mehrere Revivals mit unterschiedlichen Besetzungen.

## Biografie
Die Geschichte der Surfaris begann im Herbst 1962. Pat Connolly fragte seine Bekannten Bob Berryhill und Jim Fuller, ob sie Interesse an einem Auftritt auf einer Party der Pomona Catholic High School nach einem Footballspiel hätten. Bei diesem Auftritt kam noch Ron Wilson als Schlagzeuger dazu, und die Teenagerband The Surfaris war geboren. Um etwas Geld für neue Verstärker zu verdienen, beschloss die Band mit Jim Pash eine Single aufzunehmen und selbst zu vertreiben. Im Januar 1963 trafen sich die Bandmitglieder (Jim Pash war nicht anwesend, da er seinem Vater bei der Arbeit helfen musste) im Pal Recording Studio in Cucamonga, Kalifornien, um die Idee des Schlagzeugers zu Surfer Joe umzusetzen. Für die B-Seite der Single wurde innerhalb von 15 Minuten das Lied Wipe Out unter Beteiligung des Studiobesitzers Paul Buff und Bob Berrywoods Vater direkt vor Ort geschrieben.
Richard Delvy, Schlagzeuger bei der Band The Challengers, bot den Surfaris an, die Single über sein eigenes Plattenlabel Princess Records zu vertreiben. Nachdem auch das Label Dot Records die Single veröffentlicht hatte, ging der Weg bis zur Nummer zwei der Billboard-Charts. Nach einigen Streitereien über die Veröffentlichungs- und Auftrittsrechte der Single mit Dot Records und weiterem Ärger mit der Band The Impacts, die Anspruch auf das Lied Wipe Out erhoben, mussten die Surfaris in einem Rechtsstreit mit einer gleichnamigen Band ihre Namensrechte verteidigen. Die Surfaris gewannen den Prozess, und die andere Band spielte fortan unter dem Namen The Original Surfaris. Auf der 1963 erschienenen LP Wipe Out wurden nur die Titel Surfer Joe und Wipe Out von den Surfaris eingespielt. Die restlichen Titel wurden von den Challengers gespielt.
Nachdem die zweite Single Point Panic immerhin Platz 49 der Charts erreicht hatte, begannen die Surfaris damit, auf Tourneen durch Japan, Hawaii, Australien und durch die USA mit anderen Künstlern wie Roy Orbison, The Beach Boys, The Crystals, Bobby Vinton, The Righteous Brothers, Jay and the Americans, The Turtles, Paul Revere & the Raiders und The Ventures zu spielen.
Das dritte Album der Surfaris, Hit City (1964), sowie alle weiteren Alben wurden mit dem Produzenten Gary Usher unter Inanspruchnahme verschiedener Studiomusiker aufgenommen. Mit der British Invasion Mitte der 1960er Jahre änderten die Surfaris ihren Stil und landeten mit der Folk-Rock-Single Karen einen Nr. 2 Hit in Japan. Nachdem Connolly durch Ken Forssi am Bass ersetzt worden war, beendeten die Surfaris die Aufnahme des letztlich jedoch ziemlich erfolglosen Albums It Ain’t Me Babe. Nach dem Ende des Vertrages mit Usher ging die Band auseinander. Forssi hatte noch einen weiteren Hit mit der Single My Little Red Book und der Band Love.
Ron Wilson starb im Mai 1989 an einem Hirnaneurysma. Die anderen Mitglieder der Surfaris sind auch heute noch mit gelegentlichen Auftritten aktiv.

## Bandmitglieder
- Jim Pash – Saxophon
- Jim Fuller – E-Gitarre
- Bob Berryhill – E-Gitarre
- Pat Connolly – E-Bass
- Ron Wilson – Schlagzeug, Gesang

## Diskografie

### Alben
| Jahr | Titel Musiklabel                     | Höchstplatzierung, Gesamtwochen, AuszeichnungChartsChartplatzierungen (Jahr, Titel, Musiklabel, Platzierungen, Wochen, Auszeichnungen, Anmerkungen) | Anmerkungen                                                                   |
| Jahr | Titel Musiklabel                     | US | Anmerkungen                                                                   |
| ---- | ------------------------------------ | --- | ----------------------------------------------------------------------------- |
| 1963 | Wipe Out Dot Records 25535           | US15 (51 Wo.)US | Erstveröffentlichung: August 1963 Produzenten: Richard Delvy, John Marascalco |
| 1963 | The Surfaris Play Decca Records 4470 | US94 (11 Wo.)US | Erstveröffentlichung: November 1963 Produzent: Charles „Bud“ Dant             |
| 1964 | Hit City ’64 Decca Records 4487      | US120 (5 Wo.)US | Erstveröffentlichung: Februar 1964                                            |

Weitere Alben
- 1964: Fun City, U. S. A.
- 1965: Hit City ’65
- 1965: It Ain’t Me, Babe
- 1973: Yesterdays Pop Scene
- 1976: Surfers Rule
- 1977: Gone with the Wave
- 1983: The Best of the Surfaris Live!

### Kompilationen
- 1973: Wipe Out, Surfer Joe & Other Great Hits
- 1983: Surf Party!: The Best of the Surfaris Live!
- 1987: Wipe Out (The Singles Album 1963–1967)
- 1994: Wipe Out! The Best of the Surfaris
- 1995: Surfaris Stomp
- 1998: Surfers Rule / Gone with the Wave (2 CDs)
- 2002: Wipe Out / The Surfaris Play (2 CDs)
- 2003: Basic Tracks
- 2005: Hit City ’64 / Fun City USA (2 CDs)
- 2008: The Best of the Surfaris

### Singles
| Jahr | Titel Album         | Höchstplatzierung, Gesamtwochen, AuszeichnungChartplatzierungen (Jahr, Titel, Album, Platzierungen, Wochen, Auszeichnungen, Anmerkungen) | Höchstplatzierung, Gesamtwochen, AuszeichnungChartplatzierungen (Jahr, Titel, Album, Platzierungen, Wochen, Auszeichnungen, Anmerkungen) | Höchstplatzierung, Gesamtwochen, AuszeichnungChartplatzierungen (Jahr, Titel, Album, Platzierungen, Wochen, Auszeichnungen, Anmerkungen) | Anmerkungen                          |
| Jahr | Titel Album         | DE | UK | US | Anmerkungen                          |
| ---- | ------------------- | --- | --- | --- | ------------------------------------ |
| 1963 | Wipe Out            | DE46 (4 Wo.)DE | UK5 (14 Wo.)UK | US2 (31 Wo.)US | Erstveröffentlichung: Januar 1963    |
| 1963 | Surfer Joe Wipe Out | — | — | US62 (6 Wo.)US | Erstveröffentlichung: Januar 1963    |
| 1963 | Point Panic Play    | — | — | US49 (8 Wo.)US | Erstveröffentlichung: September 1963 |

Weitere Singles
- 1963: Waikiki Run / Point Panic
- 1963: A Surfer’s Christmas List / Santa's Speed Shop
- 1964: I Wanna Take a Trip to the Islands / Scatter Shield
- 1964: Murphy the Surfie / Go Go Go For Louie's Place
- 1964: Boss Barracuda / Dune Buggy
- 1964: Karen / Hot Rod High
- 1965: Black Denim / Beat ’65
- 1965: Somethin’ Else / Theme of the Battle Maiden
- 1965: Don’t Hurt My Little Sister / Catch A Little Ride With Me
- 1966: Hey Joe Where Are You Going / So Get Out
- 1966: Show Biz
- 1967: Shake
- 1982: Punkline
- 2003: Jack the Ripper